# SB/DV 35b sorozat
Az SB 35b egy  szerkocsisgőzmozdony-sorozat volt a Déli Vasútnál, mely egy osztrák-magyar magán vasúttársaság volt.
Az SB 35a sorozat jól bevált, ezért az SB további hasonló mozdonyokat rendelt. Louis Adolf Gölsdorfs irányítása alatt tíz mozdonyt rendeltek az Esslingeni Gépgyártól, melyeket 1872/73-ban szállítottak. Ezek a szokásos kis gyári szabályzófejben és a beömlőcsőben tértek el a 35a sorozattól.
1924 után nyolc mozdony Olaszországba került ahol az FS 453 sorozatába osztotta be, majd hamarosan selejtezte őket. A maradék két mozdony (No. 992, és 1000 pályaszámú) Jugoszláviába került, ahol 17 és 18 pályaszámokkal a JDŽ 132 sorozatába osztotta be őket.

## Fordítás
- Ez a szócikk részben vagy egészben  a   SB 35b című német Wikipédia-szócikk fordításán alapul.  Az eredeti cikk szerkesztőit annak laptörténete sorolja fel. Ez a jelzés csupán a megfogalmazás eredetét és a szerzői jogokat jelzi, nem szolgál a cikkben szereplő információk forrásmegjelöléseként.-Az eredeti szócikk forrásai szintén ott találhatóak.